# Henri François Xavier Gresley

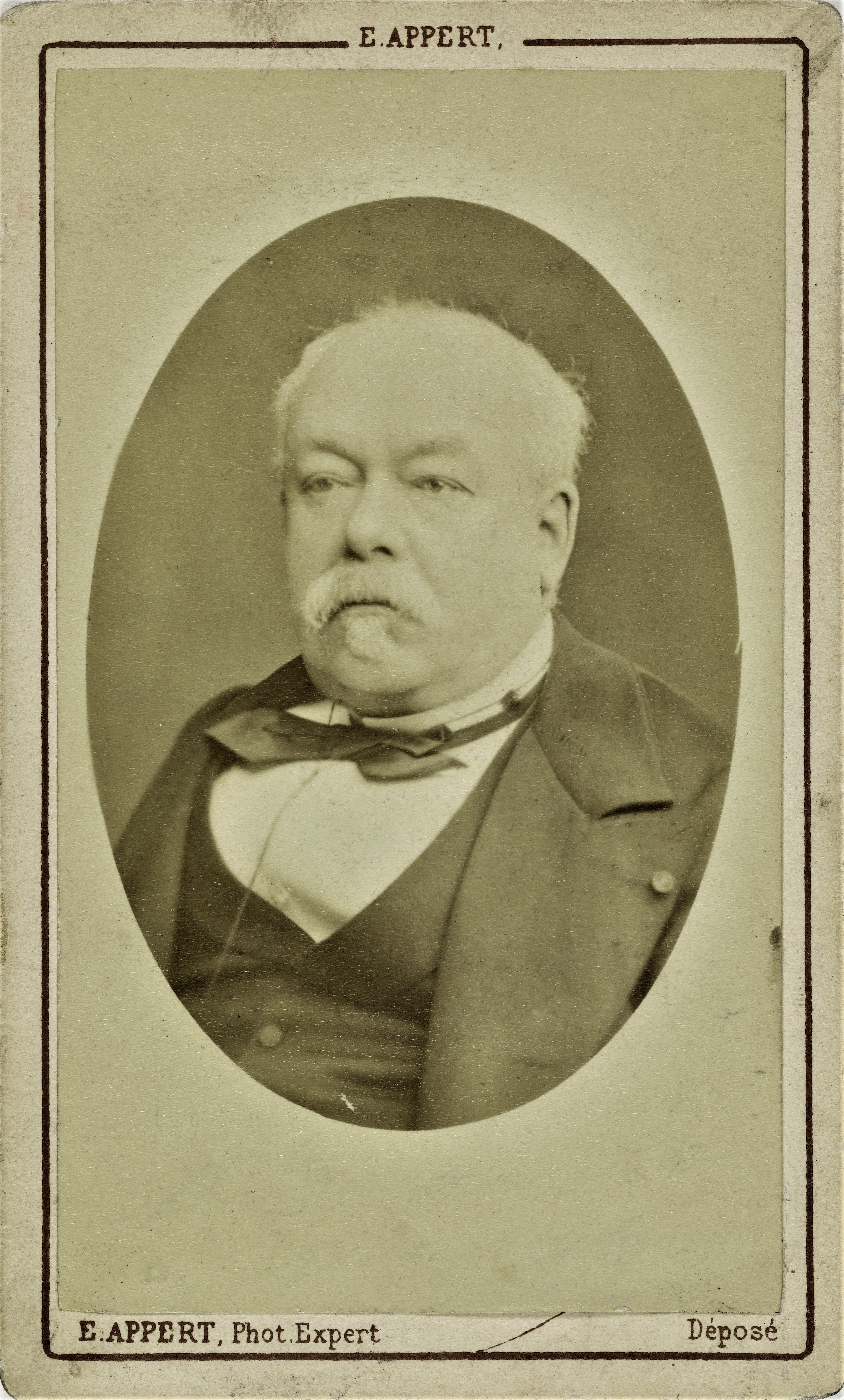
Henri Gresley

Henri François Xavier Gresley (* 9. Februar 1819 in Wassy, Département Haute-Marne; † 2. Mai 1890 in Paris) war ein französischer Général de brigade und Kriegsminister.

## Leben
Gresley kam 1840 als Sous-lieutenant in den französischen Generalstab und begleitete 1847 General Herbillon nach Algerien. Bis zum Juli 1870 wurde er in den Bureaux arabes verwendet. 
Beim Ausbruch des Deutsch-Französischen Krieges 1870 wurde Gresley zum Général de brigade befördert und Generalstabschef des 1. Armeekorps ernannt. Er nahm an der Schlacht bei Sedan teil und blieb dann bis zum Friedensschluss in deutscher Kriegsgefangenschaft. Anschließend wurde er stellvertretender Generalstabschef im Kriegsministerium und arbeitete dort an der Bearbeitung des Entwurfs zur Reorganisation des französischen Heerwesens. 1874 wurde er zum Chef des Generalstabs im Kriegsministeriums ernannt. 1877 legte er sein Amt nieder, nahm es jedoch 1879 wieder auf. 
Gresley wurde zum lebenslangen Mitglied des Senats ernannt, wo er sich dem linken Zentrum anschloss. Am 16. Mai 1878 ernannte man ihn zum Kriegsminister. Gresley sorgte in seiner Amtszeit mit großer Energie dafür, dass die Ostgrenze Frankreichs wieder verteidigungsfähig wurde. Am 28. Dezember 1879 trat er zusammen mit den anderen Ministern des linken Zentrums aus dem Kabinett aus und wurde im März 1880 zum Befehlshaber des 5. Armeekorps ernannt. 1883 nahm er seinen Abschied.
1880 wurde er als Großoffizier der Ehrenlegion ausgezeichnet. Henri Francois Xavier Gresley starb am 2. Mai 1890 in Paris.